# Dana Jalobeanu
Dana Jalobeanu (nume complet: Daniela Rodica Jalobeanu; n. 23 aprilie 1970) este o universitară română, specialistă în filosofia modernității timpurii și opera filosofului Francis Bacon. Este conferențiară la Facultatea de Filosofie din cadrul Universității din București.    

## Biografie și operă
A studiat fizica și filosofia la Universitatea Babeș Bolyai din Cluj-Napoca și a obținut un doctorat în filosofia științei la Universitatea din București. A urmat o serie de specializări post-universitare la Oxford University (Balliol College), New Europe College (București), Warburg Institute (University of London), Princeton University și la Institutul Max Planck pentru Istoria Științei din Berlin. Începând cu 1996 a participat la școlile de vară de la Tescani, organizate de Andrei Pleșu. Jalobeanu rememora: „La prima din aceste școli de filosofie am citit Platon; dialogurile timpurii (îmi aduc aminte de Criton, Charmides, Menon, și de nesfârșite discuții, urmate, uneori, de concluzii suprinzătoare). Discuția ducea adesea în direcții neprevăzute și dădea naștere, destul de des, unor dezbateri aprinse. Se vorbea despre naționalism și politică; despre compromis și implicare; despre Noica și Platon, despre ortodoxie, secularism și istoria religiilor. Cred că de acolo am învățat, prima dată, cum se ceartă, între ei, filosofii….Dar tot atunci, în acea primă școală „unde nu se învață nimic,” Andrei Pleșu mi-a pus în mână un volum care mi-a schimbat modul de a mă raporta la istoria științei: Amos Funkenstein, Theology and Scientific Imagination.”
La Institutul Max Planck pentru Istoria Științei, în cadrul grupului de cercetare Art and Knowledge in Pre–Modern Europe, condus de Sven Dupré, Dana Jalobeanu a avut un proiect de cercetare cu tema recepției opusului Magia naturalis al lui Giambattista della Porta la Francis Bacon. A cercetat modul în care Bacon a folosit rețetele și tehnologiile lui Della Porta în experimentele sale și felul cum le-a subsumat unor chestiuni teoretice. Grupul și-a încetat activitatea în 2015, când Dupré a primit o catedră la Universitatea din Utrecht și a părăsit institutul.
Din 2001 este director de programe la centrul de cercetare Fundamentele Modernității Europene, Universitatea București. 
Este co-organizatoare a Seminarului București-Princeton despre filosofia modernă timpurie. 
Din 2009 este membră a Centrului de logica, istoria și filosofia științei CELFIS și organizează seminarul săptămânal al CELFIS. 
Este membră în proiectul The Oxford Francis Bacon. Este director fondator al revistei Journal of Early Modern Studies.
Din 2009 predă la Facultatea de Filosofie a Universității din București. Din 2014, este director al secției umaniste a Institutului de Cercetare al Universității din București (ICUB).
În 2013 a publicat un capitol („The Nature of Body”) în The Oxford handbook of British philosophy in the seventeenth century.
Dana Jalobeanu a tradus în română din opera lui Bacon Noua Atlantidă și Cele două cărți despre progresul și excelența cunoașterii divine și umane. Cea din urmă este prima trducere în limba română a tratatului. 
În 2011 a conlucrat impreună cu Grigore Vida, Doina Cristina Rusu, Oana Matei și Cristian Bente la compilația de texte Casa lui Solomon sau fascinația utopiei. În recenzia din Revista Română de Filosofie Analitică, Doina-Cristina Rusu consemna: „Textele publicate sunt pentru prima oară traduse în limba română, această traducere fiind pentru unele dintre ele singura ediție modernă existentă, și bucurându-se, tot pentru prima oară de un aparat critic și de studiu introductiv. Mai mult, în puține biblioteci ale lumii există copii ale acestor scrieri, deși în epocă au avut un impact important asupra dezvoltării societății engleze, într-o perioadă de intense lupte religioase și politice, perioada de început a modernității.”
În 2016 a editat împreună cu Guido Giglioni, James A.T. Lancaster și Sorana Corneanu volumul Francis Bacon on Motion and Power, care reunește 12 dintre cei buni specialiști în gândirea lui Francis Bacon, combătând idei încetățenite și punând în lumină originalitatea și specificitatea lui.
În 2019 a lansat alături de Cătălin Cioabă, Cosmin Ciotloș, Eugen Ciurtin, Bogdan Crețu, Bogdan Tătaru-Cazaban și Radu Vancu un apel pentru oprirea scoaterii la licitație a unui lot de manuscrise ale lui Mircea Eliade, din colecția lui Mircea Handoca.
În aprilie 2020, a inițiat și organizat o emisiune online periodică de discuții pe teme filosofice - Cafeneaua filosofică.
În 2022 urmează să apără la editura Springer, editată împreună cu Charles T. Wolfe, Enciclopedia filosofiei moderne timpurii și a științelor [în original: Encyclopedia of Early Modern Philosophy and the Sciences].